# Bureau 13
Bureau 13 est un jeu de rôle créé en 1983 par Tri-tac et qui met en scène une agence gouvernementale top secrète qui enquête sur des événements paranormaux. Le ton du jeu se veut parodique.

## Éditions
- Bureau 13: Stalking the Night Fantastic (1st Ed.) - Tri-tac (1983)
- Bureau 13: Stalking the Night Fantastic (2nd Ed.) Tri-tac (1984)
- Bureau 13: Stalking the Night Fantastic (3rd Ed.) Tri-tac (1990)
- Bureau 13 Adventures: Hellsnight
- Bureau 13 Adventures: Haunts
- Bureau 13 (3rd Ed.): The Lost Files, Vol. 1 de Richard Tucholka - Tri-tac (1991)
- Bureau 13 (3rd Ed.): The Lost Files, Vol. 2 ed Richard Tucholka - Tri-tac]
- Bureau 13: Scenes of Horror, Industry and Adventure
- Bureau 13 (3rd Ed.): STALKING THE STEEL CITY de Bruce Sheffer - Outpost/Tri-tac (1992)
- Bureau 13 (3rd Ed.): SCREAMS IN THE NIGHT ed Bruce Sheffer - Outpost/Tri-tac (1994)
- Bureau 13 (3rd Ed.): ALIENS AMONG US de Bruce Sheffer - Outpost/Tri-tac (1995)
- Bureau 13: Stalking the Night Fantastic (4th Ed.) - Tri-tac (1992)
- Bureau 13 (4th Ed.): Black Powder - The Origins of Bureau 13 (1859-1889) - Tri-tac (2009)
- Bureau 13 (5th Ed.): Special Edition by Nick Pollotta & Richard Tucholka - Tri-tac (2007)
- Bureau 13 (6th Ed.): d20 EDITION - Tri-tac (2008)
- Bureau 13: EXTREME - Tri-tac (2011)
- Bureau 13: BRASS & STEAM - Tri-tac (2013)

## Romans
Nick Pollotta a écrit plusieurs romans dans l'univers du Bureau 13 : une trilogie en 1990 (Bureau 13, Doomsday Exam, Full Moonster) et Damned Nation en 2003.

## Jeu vidéo
Bureau 13 est un jeu vidéo d'aventure sorti en 1995.

## Prix
- 1991 : Gencon - Gamers Choice Award for Best Fantasy Game